# Can Bertran (Santa Eugènia de Berga)
Can Bertran és un edifici al municipi de Santa Eugènia de Berga (Osona) catalogat l'Inventari del Patrimoni Arquitectònic de Catalunya. És una petita masoveria construïda amb pedra blava sense picar, unida amb morter de calç, maó i tàpia, de planta rectangular coberta a dues vessants amb el carener perpendicular a la façana, orientada al sud-oest. Consta de planta baixa i primer pis. La façana presenta un portal rectangular de maó i amb llinda de fusta. A la part nord-oest hi ha un cobert de totxanes seguint la mateix vessant. Al sud-est podem apreciar clarament els dos tipus d'aparell constructiu, a la de tàpia no hi ha cap obertura i a la de pedra n'hi ha dues. A la part nord-est s'hi adossa un cos de nova construcció però conserva una finestra amb una reixa de ferro forjat.
Aquesta casa pertany als amos actuals del mas Genis documentat des del segle xiv. La seva història va lligada a uns masos, actualment dins del terme de Taradell, anomenats Terrarons (antic terreres d'avall) i Terrers (antic terrers d'Amunt). El mas Terrerers el trobem esmentat en el nomenclàtor de la província de Barcelona de l'any 1860. També trobem esmentat els Terrer de Vall en el fogatge de la parròquia de Santa Eugènia de Berga de 1553. El Bertran consta en una llista de masies modernes de la parròquia de Santa Eugènia de Berga al segle xviii.